# بوته‌مرغ فیجی
بوته‌مرغ فیجی یا مرغ خاشاک فیجی (نام علمی: Megapodius amissus) نام یک گونه از تیره مرغ پابزرگ است.